# هیلو ۳: اودی‌اس‌تی
هِیلو ۳: اودی‌اس‌تی (به انگلیسی: Halo 3: ODST) یکی دیگر از مجموعه بازی‌های رایانه‌ای هیلو است. این بازی در سبک علمی-تخیلی و تیراندازی اول شخص بوده که توسط استودیو بازی‌سازی بانجی طراحی و استودیو مایکروسافت آن را منتشر کرد. هیلو ۳: اودی‌اس‌تی برای نخستین بار در سه منطقه اروپا، استرالزی و آمریکای شمالی، به شکل هم‌زمان در ۲۲ سپتامبر ۲۰۰۹ عرضه و دو روز بعد، در ۲۴ سپتامبر ۲۰۰۹، در منطقه ژاپن نیز انتشار یافت. این بازی، به شکل اختصاصی، برای کنسول اکس‌باکس ۳۶۰ طراحی و منتشر شد.
| گردآورنده  | امتیاز |
| ---------- | ------ |
| گیم‌رنکینگز | ۸۵٫۱۴٪ |
| متاکریتیک  | ۸۳/۱۰۰ |

| ناشر                   | امتیاز                          |
| ---------------------- | ------------------------------- |
| سی‌وی‌جی                 | ۹/۱۰                            |
| اج                     | ۹/۱۰                            |
| یوروگیمر               | ۸/۱۰                            |
| جی۴                    | 5/5 ستاره                       |
| گیم اینفورمر           | ۹٫۲۵/۱۰                         |
| گیم‌پرو                 | 4.5/5 ستاره                     |
| گیم‌اسپات               | ۹/۱۰                            |
| گیم‌اسپای               | 4/5 ستاره                       |
| گیمز ریدار+            | ۷/۱۰                            |
| آی‌جی‌ان                 | ۹/۱۰ (US) ۸٫۶/۱۰ (UK) ۸/۱۰ (AU) |
| اواکس‌ام (بریتانیا)     | ۹/۱۰                            |
| اواکس‌ام (ایالات متحده) | ۹٫۵/۱۰                          |
| تیم اکس‌باکس            | ۹٫۴/۱۰                          |